# Yves-Edgar Muller d'Escars
Yves-Edgar Muller d'Escars, né le 22 décembre 1876 à Vitry-le-François et mort à Genève le 9 octobre 1958, est un peintre français.

## Biographie
Yves-Edgar Muller est le fils de René Albert Muller, professeur de collège et de Marie Frédérique Escars.
Élève de Jules Lefebvre et Tony Robert-Fleury, il concourt en 1900 pour le prix de Rome, réitère en 1903 où il remporte le Deuxième prix, puis en 1904 et 1906.
Il débute au Salon en 1907. Il figure parmi les rares artistes étudiant le nu en plein air.
Il épouse en 1911 Suzanne Lafitte, puis en secondes noces Jeanne Marie Lafitte, en 1919.